# Video graphics array

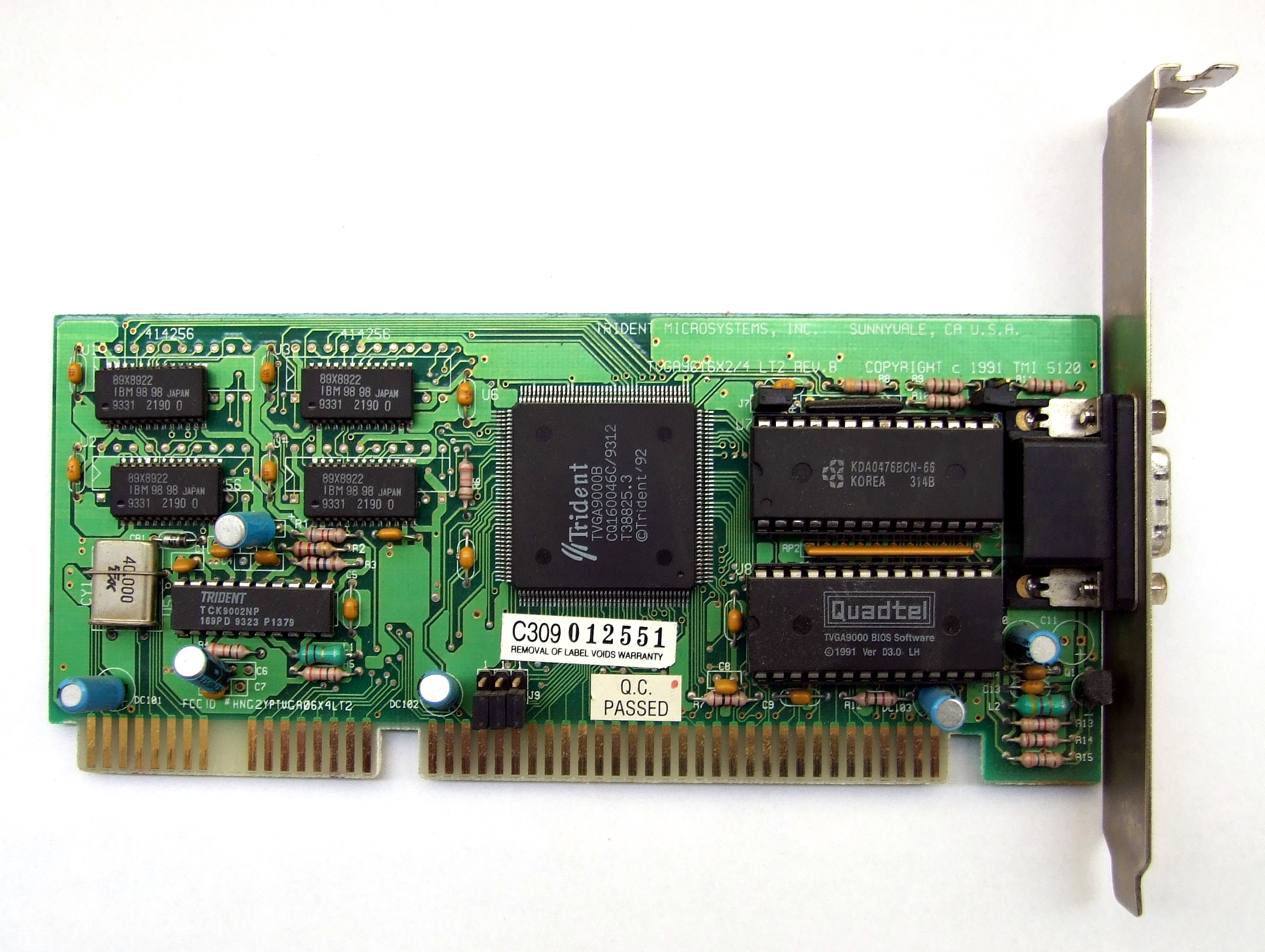
uitgebreide insteekkaart voor de VGA-standaard

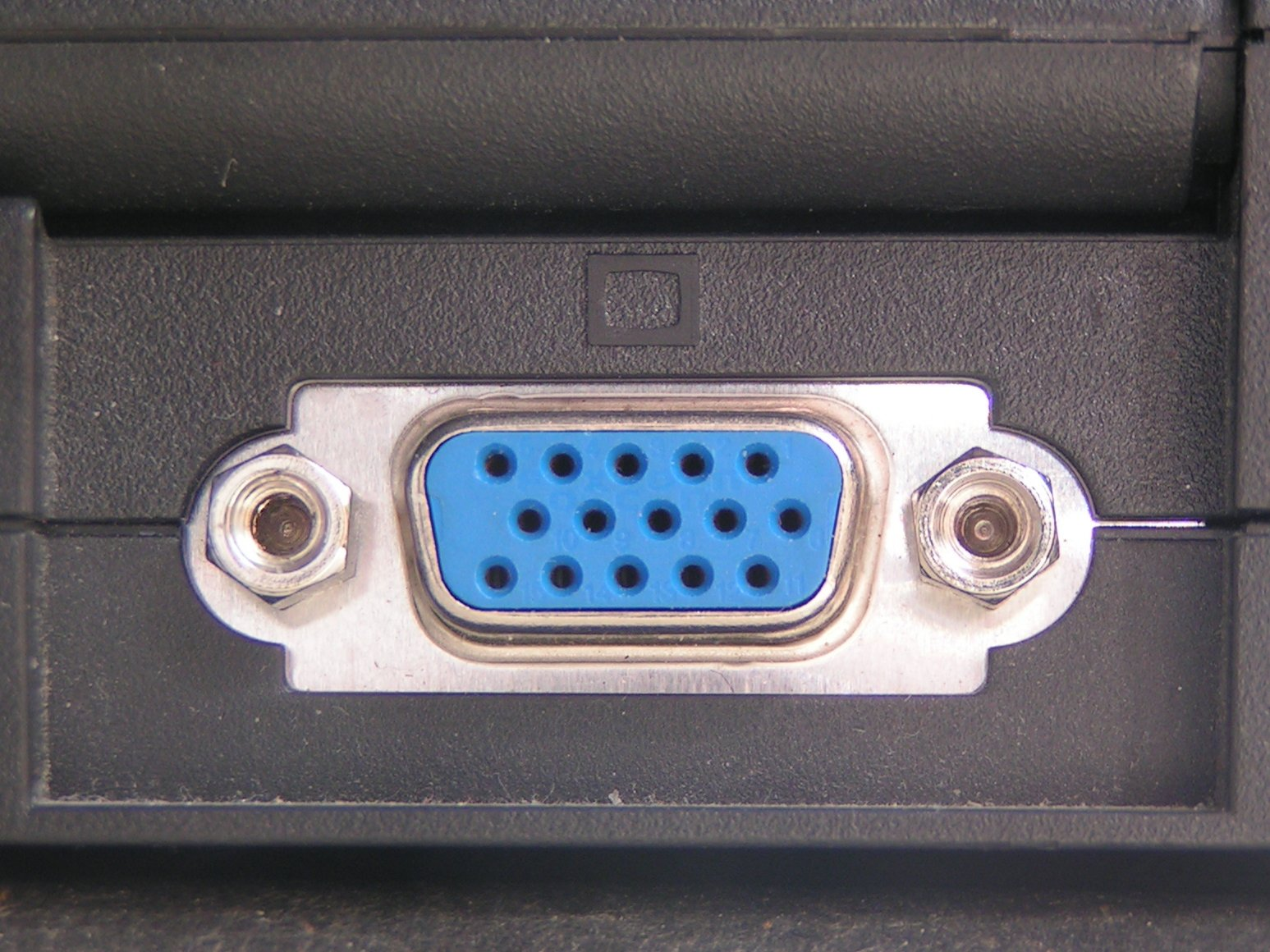
poort voor VGA en hoger

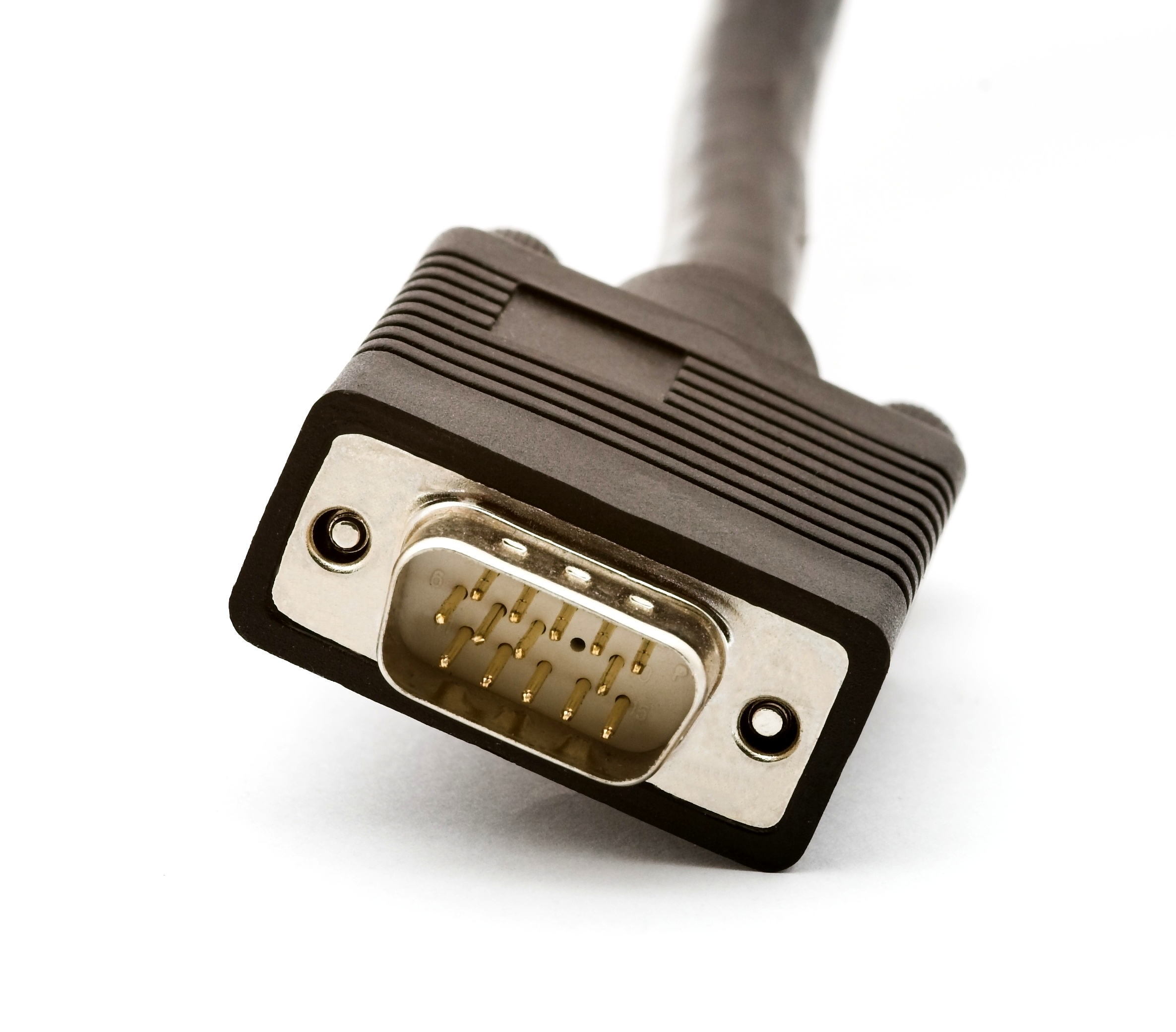
connector voor VGA en hoger

VGA ofwel video graphics array is een internationale standaard voor de manier waarop met een computerprogramma beelden op een computermonitor worden weergegeven. Door het vastleggen van deze standaard werd het mogelijk dat beeldschermen van verschillende fabrikanten op computers van verschillende fabrikanten konden worden aangesloten, waaraan toetsenborden van verschillende fabrikanten konden worden verbonden en om alles te laten draaien, besturingsprogramma's van verschillende fabrikanten konden worden gebruikt. Kortgezegd was de idee achter de standaard, dat alle hardware en software met elkaar kon communiceren.
De VGA-standaard werd ontwikkeld door IBM en is door de jaren heen uitgegroeid als de de facto standaard voor het aansturen van computerschermen. De VGA-standaard werd door IBM in 1987 geïntroduceerd. De standaardindeling van een VGA-scherm is 640×480 pixels. Iedere pixel is vierkant en de beeldverhouding van het scherm is dus 4:3. Vierkante pixels zijn mooier en duidelijker om te zien en maken de grafische programmatuur eenvoudiger. Al gauw kwamen er videokaarten en schermen die meer pixels konden tonen, van 800×600 tot 1600×1200. Sommige videokaarten hebben een stuurprogramma nodig om deze hogere resoluties te kunnen tonen.
De signalen van de videokaart naar het beeldscherm zijn bij de oudere standaarden CGA en EGA digitaal, maar omdat er meer kleuren nodig waren heeft men voor analoge signalen gekozen. Het principe van VGA-aansturing is gebaseerd op analoge aansturing met behulp van gescheiden kleuren. Deze drie kleuren, rood, groen en blauw RGB worden apart over een lijn gestuurd en de horizontale en verticale uitlijning wordt door een horizontale en verticale synchronisatie, afgekort als sync, aangestuurd. Het grote voordeel van RGB-aansturing ten opzichte van composietvideo is dat er met RGB veel hogere resoluties haalbaar zijn. De VGA-poort van de personal computer gebruikt altijd een D-type connector met 15 pinnen. De gebruikte analoge grafische kaarten accepteren aparte sync en een 'sync-on-green' signaal en een standaard bereik van 55 Hz tot ruim 75 Hz.
De VGA-videokaarten kunnen ook door programma's aangestuurd worden alsof het CGA- of EGA-videokaarten zijn. Sommige typen kunnen de Hercules-kaart ook emuleren. Een VGA-videokaart bevat drie RAMDAC-chips waarmee digitale data omgevormd worden tot analoge data, zodat de gegevens op het scherm getoond kunnen worden.
Hoewel er sinds 1987 veel nieuwe standaarden zijn gekomen zoals SVGA en XGA met een veel hogere en betere resolutie blijft VGA de standaard die door elke personal computer wordt ondersteund.

## Pinout
| pin | retourpin | signaal                 | richting         | signaalniveau   |
| --- | --------- | ----------------------- | ---------------- | --------------- |
| 1   | 6         | rood                    | naar beeldscherm | 75 Ω, 0,7 V p-p |
| 2   | 7         | groen                   | naar beeldscherm | 75 Ω, 0,7 V p-p |
| 3   | 8         | blauw                   | naar beeldscherm | 75 Ω, 0,7 V p-p |
| 13  | 10        | horizontale sync        | naar beeldscherm | TTL             |
| 14  | 10        | verticale sync          | naar beeldscherm | TTL             |
| 11  |           | monitor-id bit 0        | van beeldscherm  |                 |
| 12  |           | monitor-id bit 1 of SDA | van beeldscherm  |                 |
| 4   |           | monitor-id bit 2        | van beeldscherm  |                 |
| 15  |           | monitor-id bit 3 of SLC | van beeldscherm  |                 |
|     | 5         | aarde                   |                  |                 |
| 9   |           | +5 V                    | naar beeldscherm |                 |

## Uitfasering en nieuwere standaarden
De VGA-standaard heeft als nadeel dat de overdracht analoog is. Dat was geschikt voor oude beeldschermen met een beeldbuis waarbij het analoge signaal via versterkers op de beeldbuis werd gezet. Omdat tegenwoordig de beeldschermen de signalen digitaal verwerken, is het omslachtig om de signalen analoog over te sturen. In dat geval moet de computer de digitale signalen naar analoge omzetten, daarna via de VGA-standaard naar het beeldscherm sturen, die het analoge signaal weer digitaal maakt. Hierbij ontstaat drie keer kwaliteitsverlies, twee keer converteren en overdracht via de VGA-kabel.
Nieuwe apparaten hebben sinds 2013 soms in aanvulling op een moderne beeldschermaansluiting ook nog een VGA-aansluiting om toch oude apparaten te kunnen aansluiten. Er wordt echter steeds meer gebruik gemaakt van nieuwe standaarden, zoals DVI, HDMI en DisplayPort. Het leek erop dat de DVI-standaard de nieuwe standaard zou worden, maar in 2009 was de DVI-standaard alweer enigszins achterhaald. Zoals het er nu naar uitziet, worden HDMI en Displayport naast de standaard voor hoge definitie multimedia-apparatuur, ook de nieuwe digitale standaard voor computerbeeldschermen. De VGA-standaard werd in 2013 door zowel Intel als AMD uitgefaseerd. Vanaf 2014 beschikken de meeste beeldschermen en grafische kaarten over een HDMI-aansluiting of Displayport aansluiting.
CGA ·
EGA ·
XGA ·
Hercules ·
MDA ·
MCGA ·
QVGA ·
SVGA ·
SXGA ·
UXGA ·
VGA ·
WXGA